# Перелік (хімія)
Перелік (рос. перечисление, англ. enumeration) — у комбінаторній хімії — концептуальний процес, метою якого є точний опис окремих членів бібліотеки з врахуванням виду родової структури разом зі специфічним набором залишків.